# 広河女王
広河女王（ひろかわじょおう/ひろかわ の おおきみ、生没年不明 ）は、奈良時代中・後期の皇族。名は広川とも記される。穂積親王の孫、上道王の女。位階は従五位下。

## 記録
淳仁朝の天平宝字7年（763年）に、藤原乙刀自・藤原今児・藤原人数らとともに無位から従五位下に叙せられている。
史書に記された記録はこれだけであるが、『万葉集』に天平始め頃に作られたと思しき歌が2首、収録されている。
2番目の歌は、作者の祖父の穂積親王の歌で、
に影響されたものだと言われている。この歌は、穂積親王が宴会の際に宴もたけなわとなった際によくくちずさみ、座興とされたものだという。
なお、『本朝皇胤紹運録』は、天武天皇皇子長親王（穂積親王の兄）の子に「上道広川女王」をあげているが、広瀬女王と混同した可能性が考えられる。

## 官歴
『続日本紀』による。
- 天平宝字7年（763年）正月9日：従五位下